# Yang Huiyan
Yang Huiyan (杨惠妍, 楊惠妍, Pinyin: Yáng Huìyán; née en 1981) est considérée, en 2007, comme la personne la plus riche en Chine continentale, avec un actif net de 16,2 milliards de dollars US en octobre de cette année.
Elle est la fille de Yang Guoqiang, le fondateur du conglomérat Country Garden. En 2007, elle s'est mariée avec le fils d'un haut fonctionnaire chinois.
Elle détient 70 % des actions boursières de Country Garden, que son père lui a transférés avant l'introduction en bourse.
Yang Huiyan serait impliquée, parmi 22 000 autres Princes rouges, dans des opérations financières dans les paradis fiscaux aux îles Vierges britanniques.
En 2016, sa fortune est estimée à 7 milliards de dollars, elle devient la seconde femme la plus riche de Chine . 
En 2019, selon le magazine Forbes, sa fortune s'élève à 19,2 milliards de dollars américains.
En juillet 2022, Yang Huiyan perd la moitié de sa fortune à la suite d'une crise immobilière,.